# Międzynarodowy Zielony Krzyż
Międzynarodowy Zielony Krzyż – (ang. Green Cross International) międzynarodowa organizacja ekologiczna założona 20 kwietnia 1993 w Kioto  po zorganizowanym w 1992 r. w Rio de Janeiro „Szczycie Ziemi”. Powstała jako ekologiczny odpowiednik Międzynarodowego Czerwonego Krzyża w celu zapobieganiu katastrofom ekologicznym i niesieniu pomocy ich ofiarom. Założycielem był były prezydent ZSRR Michaił Gorbaczow. Siedzibą organizacji jest Genewa.